# Drukwerkrolstempel

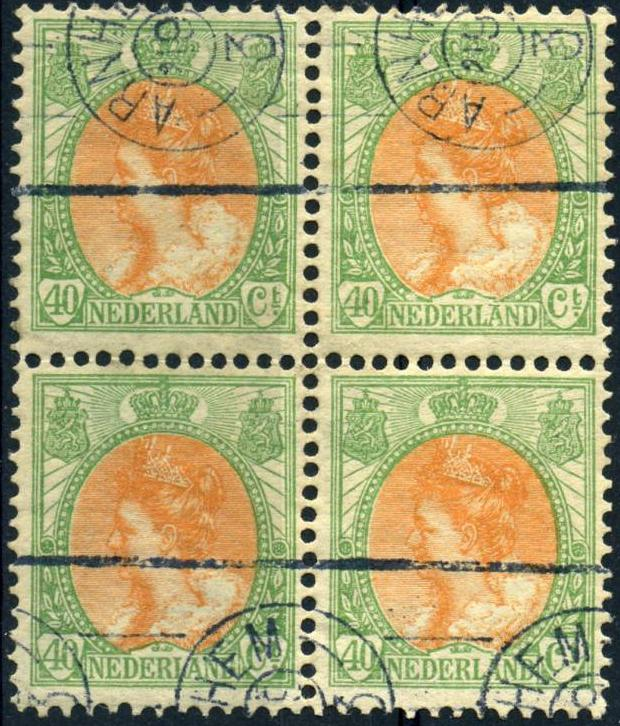
Nederlands postzegelblok (NVPH 73) met drukwerkrolstempel

Een drukwerkrolstempel was een rolvormig apparaat om post af te stempelen, waarmee meerdere frankeringen ineens konden worden afgestempeld. Traditioneel vond dat tot in het begin van de twintigste eeuw met de hand plaats, postzegel voor postzegel, en het karwei was bij grote partijen zoals kranten dan ook tijdrovend. Daarom werd een rond stempel ontwikkeld, waarop de af te drukken tekst vijfmaal voorkwam. De gefrankeerde adresbanden, die nog op één vel zaten, konden zo met een enkelvoudige rolbeweging worden afgestempeld. Pas na die afstempeling werden de adresvellen verknipt tot afzonderlijke adresbandjes. 
De drukwerkrolstempel werd voor het eerst op proef gebruikt in 1911 te 's-Hertogenbosch en door de PTT goedgekeurd, en werd middels circulaire no. 8 van 7 maart 1912 sectie 1 landelijk aangekondigd. Vanaf 1912 was deze stempel op negentig plaatsen in gebruik.
Er bestaan van deze stempel zeven types.